# Guš emunim

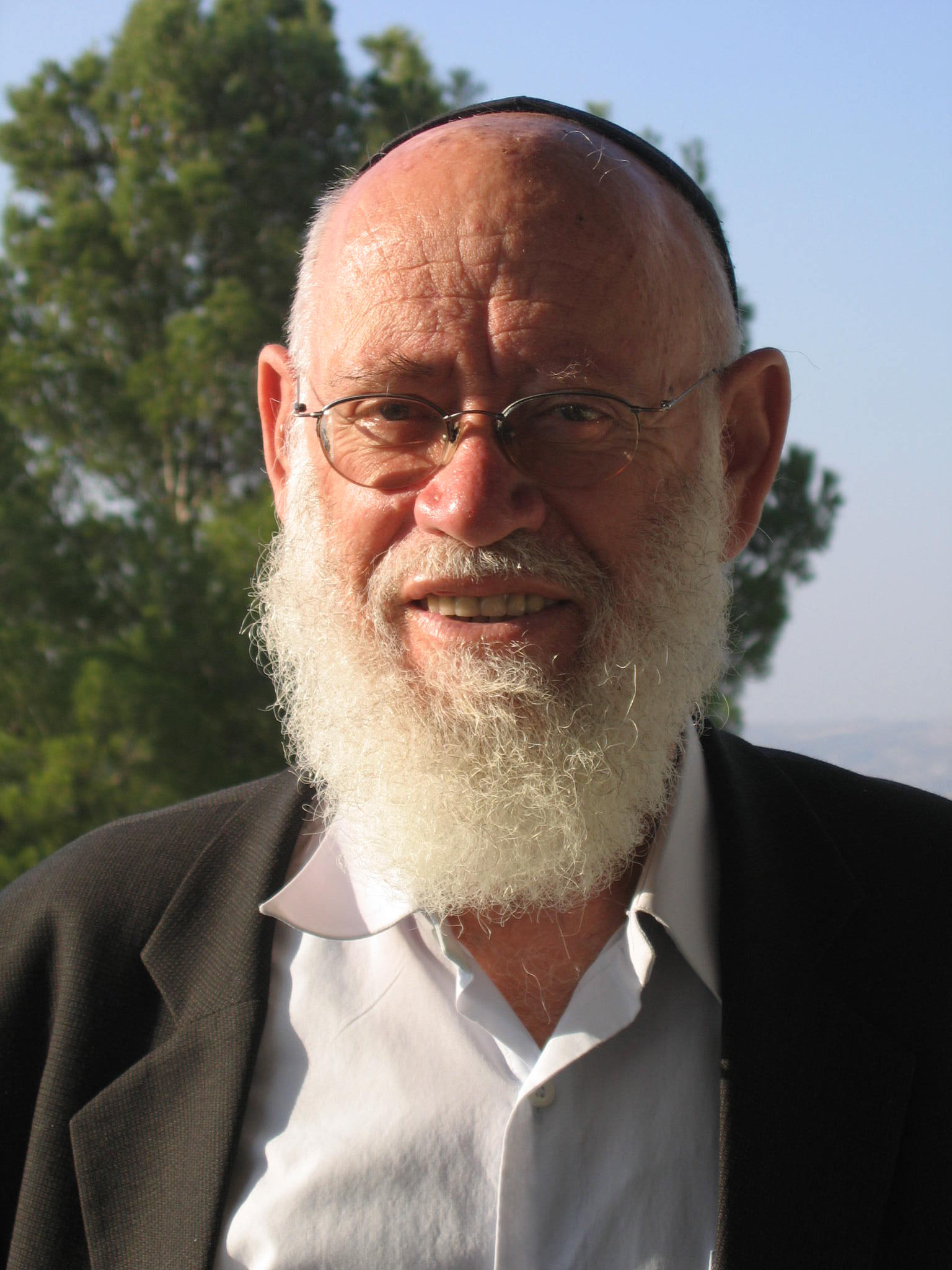
Moše Levinger, klíčová postava hnutí Guš emunim

Guš emunim (hebrejsky גוש אמונים‎, „Blok věrných“) je izraelské radikálně pravicové politické osadnické hnutí. Charakteristickými znaky hnutí je motiv mesianismu a fundamentalismus.

## Politické začlenění
Guš emunim bylo zpočátku blízce spojeno s Národní náboženskou stranou, která se ztotožňuje s náboženským sionismem. Postupem času se však proti ní začalo vyhraňovat.
V současnosti se samo označuje, a označují jej tak i izraelská média, jako Ne'emanej Erec Jisra'el נאמני ארץ ישראל‎ (hebrejsky: „Věrní Zemi Izrael“).

## Historie
V roce 1968 založila skupina budoucích členů Guš emunim vedená rabínem Moše Levingerem osadu Kirjat Arba na předměstí Hebronu. Za oficiální datum vzniku se uvádí 6. února 1974, kdy hnutí vzniklo jako důsledek Jomkipurské války. Bylo založeno bývalými studenty rabína Cvi Jehudy Kooka (syna rabína Abrahama Isaaca Kooka), který byl vůdcem hnutí až do své smrti v roce 1982.
Guš Emunim vytvořilo samostatnou infrastrukturu osadnických hnutí a založilo osadnické organizace Amana („Smlouva“) a Radu židovských osad Ješa (Moecet Ješa). V průběhu let se pod tlakem historických okolností hnutí radikalizovalo.
Příslušníci hnutí začali organizovaným způsobem prosazovat židovské osídlení v Judsku a Samaří. Během levicové vlády Jicchaka Rabina (1974-1977) Guš emunim organizovalo protesty a demonstrace a zviditelňovalo oblast Judska a Samaří, aby podtrhlo židovskou vazbu k těmto částem izraelské země.
Protestní aktivity dosáhly vrcholu v říjnu 1974, kdy se na telavivském náměstí Izraelských králů konala velká demonstrace za uznání Judska a Samaří jako neoddělitelné části země, a kdy 460 000 lidí podepsalo petici na vyjádření souhlasu. Jedna z výrazných akcí, které měly obrátit pozornost na posílení vztahu k biblické zemi předků, proběhla o svátku Chanuka v prosinci 1975. Tehdy se několik tisíc přívrženců hnutí rozmístilo po judských a samařských kopcích a na nich večer zapálili svíčky. Během svátku Pesach v r. 1976 začala tradice, která se od té doby stala každoroční událostí. Během ní 20 až 30 tisíc lidí podnikalo turistické pochody do Samaří. K účastníkům těchto pochodů patřily i významné osobnosti jako Menachem Begin, Jig'al Hurvic nebo Ge'ula Kohenová.
Guš emunim nepostupovalo v souladu s osadnickou politikou izraelské levicové vlády (1974-1977) a namísto výstavby osad v údolí Jordánu, pahorkatin v okolí Hebronu a Guš Ecionu, členové hnutí osidlovali oblasti s větším množstvím arabského obyvatelstva v centrálním pohoří v Judsku a Samaří nebo na Golanských výšinách (osada Kešet).
V 70. letech založil rabín Moše Levinger a jím vedená skupina osadu Elon More (východně od Nábulusu). Tento počin však ze začátku nebyl úspěšný a povedl se až po několikáté. Tento postup, budování osad bez vědomí izraelské vlády, se stal hlavní strategií hnutí. Po vybudování osady následně přinutili izraelskou vládu přijmout osadu jako fakt. V některých případech k podobným akcím docházelo s tichým souhlasem izraelské administrativy, kdy osadníci získali povolení na základě zatajení či zfalšování pravých důvodů stavby.